# Oligostomis ocelligera
Oligostomis ocelligera är en nattsländeart som först beskrevs av Walker 1852.  Oligostomis ocelligera ingår i släktet Oligostomis och familjen broknattsländor. Inga underarter finns listade i Catalogue of Life.